# Odonaspis greenii
Odonaspis greenii är en insektsart som beskrevs av Cockerell 1902. Odonaspis greenii ingår i släktet Odonaspis och familjen pansarsköldlöss. Inga underarter finns listade i Catalogue of Life.